# El Padre Cobos (Chile)

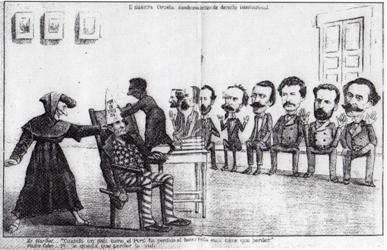
El maestro ciruela dando clases de derecho internacional, en El Padre Cobos del 13 de octubre de 1881. El padre Cobos le tira las orejas al Tío Sam por impartir clases de moral y diplomacia a Chile. Se critica además la lenidad de los políticos chilenos en dejarse enseñar por tal profesor.

El periódico chileno El Padre Cobos fue una revista satírica editada por Juan Rafael Allende que apareció a fines del siglo XIX. La Memoria Chilena escribe:

El Padre Cobos es uno de los medios satíricos más destacados del siglo XIX y aunque es heredero de la tradición anticlerical y antiaristocrática de las publicaciones que lo anteceden, su línea editorial optó por criticar también los abusos y excesos del Poder Ejecutivo para hacer valer la autoridad presidencial y perpetuar la influencia de los partidos gobernantes.

No confundir con los homólogos español y mexicano.